# Brigitte Cantaloube
Brigitte Cantaloube (née le 13 juillet 1967) est une personnalité des affaires. Formée en régie publicitaire dans la presse magazine, elle a été directrice générale chez Yahoo France, directrice commerciale chez Yahoo Europe et responsable du passage au numérique au sein du groupe PSA.

## Formation et parcours
En 1991, elle est diplômée de EDHEC Lille.
Elle commence sa carrière dans la presse, au sein du groupe Expansion. Elle y est chef de publicité du magazine L'Entreprise. En 1994, elle devient directrice de clientèle pour les magazines L'Entreprise et L'Expansion avant de se voir proposer en 1996 les fonctions de directrice de la publicité de La Vie financière (appartenant toujours au même groupe de presse). De 2000 à 2002, elle intègre une filiale internet du groupe Expansion et Vivendi Net, Squarefinance, en tant que directrice commerciale et communication des sites web. En février 2002, elle prend la direction de la publicité du magazine L'Express. Fin 2006, elle se voit proposer d'entrer au sein de Yahoo!.[réf. nécessaire] Elle devient directrice commerciale média de la filiale française puis directrice MD & VP Sales, toujours pour cette filiale française.
En 2009, elle est nommée directrice générale de Yahoo! France, tout en assurant toujours la fonction de directrice commerciale. Le groupe traverse une période difficile avec une baisse significative de son chiffre d’affaires, qui le contraint à réduire ses coûts. À peine en place dans ses nouvelles fonctions, elle doit gérer un premier plan social portant sur une cinquantaine de postes, puis, huit mois plus tard, la fermeture du site français de recherche et développement à  Échirolles, inauguré un an plus tôt. Elle noue des alliances, et s'emploie à relancer l'activité, en parallèle de l'arrivée de Marissa Mayer au niveau de la holding américaine.
Le 1er février 2016, elle rejoint PSA Peugeot Citroën en tant que Chief Digital Officer avant de décider de poursuivre sa carrière à l’extérieur du Groupe le 30 novembre 2017. En décembre 2017, elle est remplacée par Christophe Rauturier.

### Articles de journaux
- Cathy Leitus, « Brigitte Cantaloube, au cœur de la mêlée », Stratégies,‎ 3 juin 2010 (lire en ligne).
- Pierre d'Harcourt, « Brigitte Cantaloube (Yahoo! France).  Reprise ou recrise ? : "2010 est l'année des réseaux sociaux" », Le Journal du net,‎ 8 septembre 2010 (lire en ligne).
- Arnaud Bouillin, « Brigitte Cantaloube, directrice générale de Yahoo! France, règne sur 16 millions d'internautes », Capital,‎ 18 novembre 2010 (lire en ligne).
- Nicolas Jaimes, « Brigitte Cantaloube et Erik-Marie Bion (Search Alliance) :  "Le partenariat entre Yahoo! et Microsoft donne accès à 12,2 millions de visiteurs uniques sur une seule plateforme" », Le Journal du net,‎ 11 mai 2012 (lire en ligne).
- Nicolas Jaimes, « Brigitte Cantaloube (Yahoo! France) : "Marissa Mayer a redynamisé la stratégie produit de Yahoo!" », Le Journal du net,‎ 19 juin 2013 (lire en ligne).

### Sources sur le web
- « CANTALOUBE  Brigitte », sur edecideur.info.